# 2024年民主黨全國代表大會
2024年民主党全国代表大会是2024年8月19日至22日期間民主党在芝加哥联合中心舉行的一場美国总统提名大会，民主党在大會上宣布正式提名副總統賀錦麗、明尼苏达州州长提姆·華茲為民主黨在2024年美國總統選舉的正副總統候選人。而民主党代表還要在大会上对民主黨的政治纲领进行投票，並公佈投票结果。

## 活動及日程

### 8月19日
民主黨全國委員會在芝加哥以慶祝拜登總統的政治遺產拉開序幕。據官員稱，民主黨全國委員會代表將於週一晚間的大會上就該黨的2024年綱領進行投票。
芝加哥市長布蘭登·約翰遜首先發言，歡迎代表和選民。隨後，民主黨全國委員會主席傑米·哈里森上台，回顧了民主黨過去四年的工作以及哈里斯-華茲政府的目標。明尼蘇達州州長提姆·華茲在口頭投票中被正式確認為民主黨副總統候選人。大會還播放了一段影片，前川普支持者里奇·洛吉斯在影片中表示他全力支持民主黨總統候選人賀錦麗。大會同時猛烈抨擊共和黨人士的「2025計畫」，指出這就是「獨裁國家」的運作方式。而賀錦麗在未事先聲明的情況下現身大會，受到熱烈歡迎。前美國國務卿、2016年民主黨總統候選人希拉里·克林顿發表演說，強調了共和黨總統候選人川普在紐約被定罪34項重罪所創造的歷史，人群中爆發了「把他關進去」的口號，以回應川普曾在2016年總統選舉中對希拉里的攻擊，儘管她從未受到任何指控。
有趣的是，當賀錦麗的競選搭檔華茲在接受媒體採訪時，他的女兒和兒子將兔子耳朵舉在父親的腦後引起關注，事後華茲本人也在X上轉發了這段視頻並寫道：“我的孩子讓我保持謙遜。”美國第一夫人吉尔·拜登和拜登女兒阿什利·拜登發表了講話，愛稱拜登為“OG女孩爸爸”，隨後受到感動、淚眼婆娑的拜登上台擁抱了他的女兒並向人群致謝，將全場氣氛推向高潮。
拜登發表了以“你準備好投票支持自由了嗎？”為主題的告別演講，重申了他在2020年競選總統的理由，並稱2017年在弗吉尼亞州夏洛茨維爾舉行的「團結右翼」集會是該國的轉折點。拜登回顧了他與賀錦麗的政府在抗擊新冠病毒、經濟和醫療保健方面所取得的成就，並將其描述為他與賀錦麗共同的努力。拜登同時強烈譴責了川普在邊境、移民議題上的表現，指責川普在邊境問題上「撒謊」，批評川普阻止美國歷史上最強有力的兩黨邊境協議上的努力，並猛烈抨擊了他關於退伍軍人和武裝人員的言論。拜登稱川普將在2024年發現女性的力量。
演講鄰近結束時，拜登、吉爾、賀錦麗和第二紳士任德龍一起登上舞台。歌曲《Higher Love》在整個會場響起，拜登引用《美國國歌》中的一句歌詞結束了他的演講，高呼「America, America, I gave my best to you」。選民喊出了「謝謝你，喬」的口號。隨後，第一天的大會到此結束。
大會期間，數千名親巴勒斯坦抗議者在大會期間聚集，要求美國在中東持續的加沙衝突中停止對以色列的援助，數名抗議者被捕。

### 8月20日
前美國第一夫人米歇爾·奧巴馬發表演說，其中她在大會歷史上最令人難忘的演講之一中呼籲民主黨人放棄“金發姑娘情結”，努力投票給總統候選人賀錦麗。前總統贝拉克·奥巴马亦登台演講，回顧了自己的家庭故事和從政經歷，並抨擊川普的謊言與陰謀論。
美國第二先生任德龍隨後登台，向人群介紹了他與賀錦麗的相遇的愛情故事，展示了賀錦麗的個人方面。但任德龍的演講並不純粹是個人軼事，他還形容賀錦麗「很強硬」，稱她是「快樂戰士」。
值得注意的是，數名共和黨人和傾向共和黨的選民也參加了大會並發表演說。終身共和黨人、亞利桑那州梅薩市市長約翰·賈爾斯與黃金時段登台，表示拜登-賀錦麗政府為他的保守派社區帶來了成果，並表示「約翰·麥凱恩的共和黨已經消失了，我們對留下的黨不負任何責任。」呼籲選民團結一致把國家放在第一位。三名前川普選民在一段影片表示，他們認為這位前總統不尊重憲法，並批評他的重罪定罪。在舞台上，計劃投票給賀錦麗的妮基·黑利支持者凱爾斯威瑟表示，在對川普的關稅政策越來越擔心之前，他曾三次投票給川普。于國會山騷亂事件後辭職的前第一夫人幕僚長斯蒂芬妮·格里沙姆向觀眾表示，川普曾私下嘲笑他的支持者，並稱他們為「地下室居民」，她還稱其「沒有同理心，沒有道德，也不忠於事實」。
佛蒙特州獨立參議員、進步主義者伯尼·桑德斯在演講中認可了拜登政府在過去三年半中所取得的成就，同時也為下一屆民主黨政府列出了一系列建議：競選財務改革、保護工會、改善醫療保健服務以及降低醫療費用。
根據安排，加州州長加文·纽森等各州政要在民主黨全國委員會的任命儀式上提交投給賀錦麗的代表選票，由於她已經在代表們的網絡投票中勝出，因此任命儀式只是形式上的。而民主黨全國代表大會將任命儀式變成了由 DJ Cassidy 主持的長達一小時的黃金時段混搭，播放與各州相關的歌曲，而各州政要會在該州被點名以及提交代表投票時發表簡短演說。
歡樂的氣氛持續了約一個小時。大會最後，視角從點名中切換到賀錦麗和華茲在密爾沃基登台的現場視頻，這對搭檔正在那裡舉行競選活動。伴隨著賀錦麗「芝加哥，兩天後見」的致意，第二天的儀式結束。

### 8月21日
副總統候選人華茲發表演說，這是他在獲得副總統候選人任命後首次面對全國選民發表講話，介紹自己的經歷並宣傳他與賀錦麗的施政方針。他講述了自己在陸軍國民警衛隊和高中教師的經歷，並宣傳了他的政策成就，他在明尼蘇達州公立學校提供免費早餐和午餐的政策。
前總統比尔·克林顿、政治影響者奥普拉·温弗里秀也發表了講話，以「快樂」為主題肯定了賀錦麗，並呼籲選民投票支持民主黨。曾為眾議院1月6日事件調查委員會主席的眾議員本尼·湯普森、前眾議院議長南希·佩洛西、前國會警察鄧肯的發言則關注了川普對於民主的威脅，並呼籲選民現在通過選舉哈里斯和沃爾茲來“拒絕獨裁”並“選擇民主”。
在當晚的大會上，被哈马斯綁架的以色列裔美人質家屬首次登台講話，講述了320天的痛苦經歷，並要求推動達成停火協議以將他們的兒子帶回家，令許多代表落淚。

### 8月22日
晚上，賀錦麗發表了一場演講，以「愛國主義」為主題團結選民，為現代政治史上最不平凡的一個月畫上句號，且將川普視為美國經典原則的敵人。她在演講中直接攻擊川普並列出了他的法律麻煩，指責他讓一些婦女在執行嚴格的州級墮胎法時面臨恐懼。她發出提醒，提醒人們注意她所謂的「他在任期間的混亂和災難」。
她在演講開始時感謝了拜登和副總統候選人「教練」華茲，並慶祝了她與任德龍的結婚紀念日。隨後，她以講述家庭故事為主線，談論了她的母親、她在中產階級成長的童年、兩個移民和學者的女兒，以及她成為檢察官的動機。她的演講還涉及經濟問題，承諾創建一個「機會經濟」，維護並壯大中產階級。賀錦麗承諾放下黨爭，成為「所有人的總統」。外交方面，她堅決在俄乌战争中捍衛烏克蘭的主權，承諾援助烏克蘭。當談及加沙衝突時，她表示將「捍衛以色列的自衛權」並「捍衛加沙人民的生命權」，要求加沙停火。
大會最後還在歡呼聲中放飛了數十萬只氣球，這些都是由志願者們提前一週準備的。